# Croatia Open Umag 2017
Il Croatia Open Umag 2017, anche conosciuto come Plava Laguna Croatia Open Umag per motivi di sponsorizzazione, è stato un torneo di tennis giocato sulla terra rossa. È stata la 28ª edizione dell'evento che fa parte della categoria ATP Tour 250 nell'ambito dell'ATP World Tour 2017. Si è giocato all'International Tennis Center di Umago, in Croazia, dal 17 al 23 luglio 2017.

## Partecipanti

### Teste di serie
| Nazione   | Giocatore     | Ranking* | Testa di serie |
| --------- | ------------- | -------- | -------------- |
| Belgio    | David Goffin  | 13       | 1              |
| Francia   | Gaël Monfils  | 14       | 2              |
| Italia    | Fabio Fognini | 29       | 3              |
| Italia    | Paolo Lorenzi | 33       | 4              |
| Francia   | Gilles Simon  | 36       | 5              |
| Croazia   | Borna Ćorić   | 45       | 6              |
| Francia   | Benoît Paire  | 46       | 7              |
| Rep. Ceca | Jiří Veselý   | 48       | 8              |

* Ranking al 3 luglio 2017.

### Altri partecipanti
I seguenti giocatori hanno ricevuto una wild card per il tabellone principale:
- Ivan Dodig
- David Goffin
- Marc Polmans

I seguenti giocatori sono passati dalle qualificazioni:

- Attila Balázs
- Kenny de Schepper
- Marco Trungelliti
- Miljan Zekić

Il seguente giocatore è entrato in tabellone come lucky loser:
- Andrej Rublëv

## Campioni

### Singolare
Andrej Rublëv ha sconfitto in finale  Paolo Lorenzi con il punteggio di 6-4, 6-2.
- È il primo titolo in carriera per Rublev.

### Doppio
Guillermo Durán /  Andrés Molteni hanno sconfitto in finale  Marin Draganja /  Tomislav Draganja con il punteggio di 6-3, 6(4)–7, [10-6].